# Shizuo vs. Shizor
Shizuo vs. Shizor – pierwszy album studyjny niemieckiego muzyka Shizuo, wydany w 1997 roku przez Digital Hardcore Recordings.

## Lista utworów
1. "Sweat" - 4:30
2. "Punks" - 2:14
3. "Shizuo" (feat. Elena Poulou) - 2:31
4. "Braindead (Pt.1)" - 4:21
5. "New Kick" (feat. Neila & Give Up) - 2:37 (cover utworu the Cramps)
6. "Emptiness" - 1:47
7. "The Duty" - 3:09
8. "Sexual High" - 2:28
9. "Tight" - 3:43
10. "Blow Job" (feat. Yana) - 6:43
11. "Dr. LSD" (feat. Wolfgang Neuss) - 1:05
12. "Zen" (feat. Die Zen-Faschisten) - 3:31 (utwór niedostępny na standardowych wydaniach CD[2])
13. "Crack Meets the Hammer" (feat. Carl Crack) - 4:53
14. "Blondo" - 3:41 (cover Blondie)
15. "Makin' Love" - 4:14
16. "Chill" - 1:04